# نظام اليابان القضائي

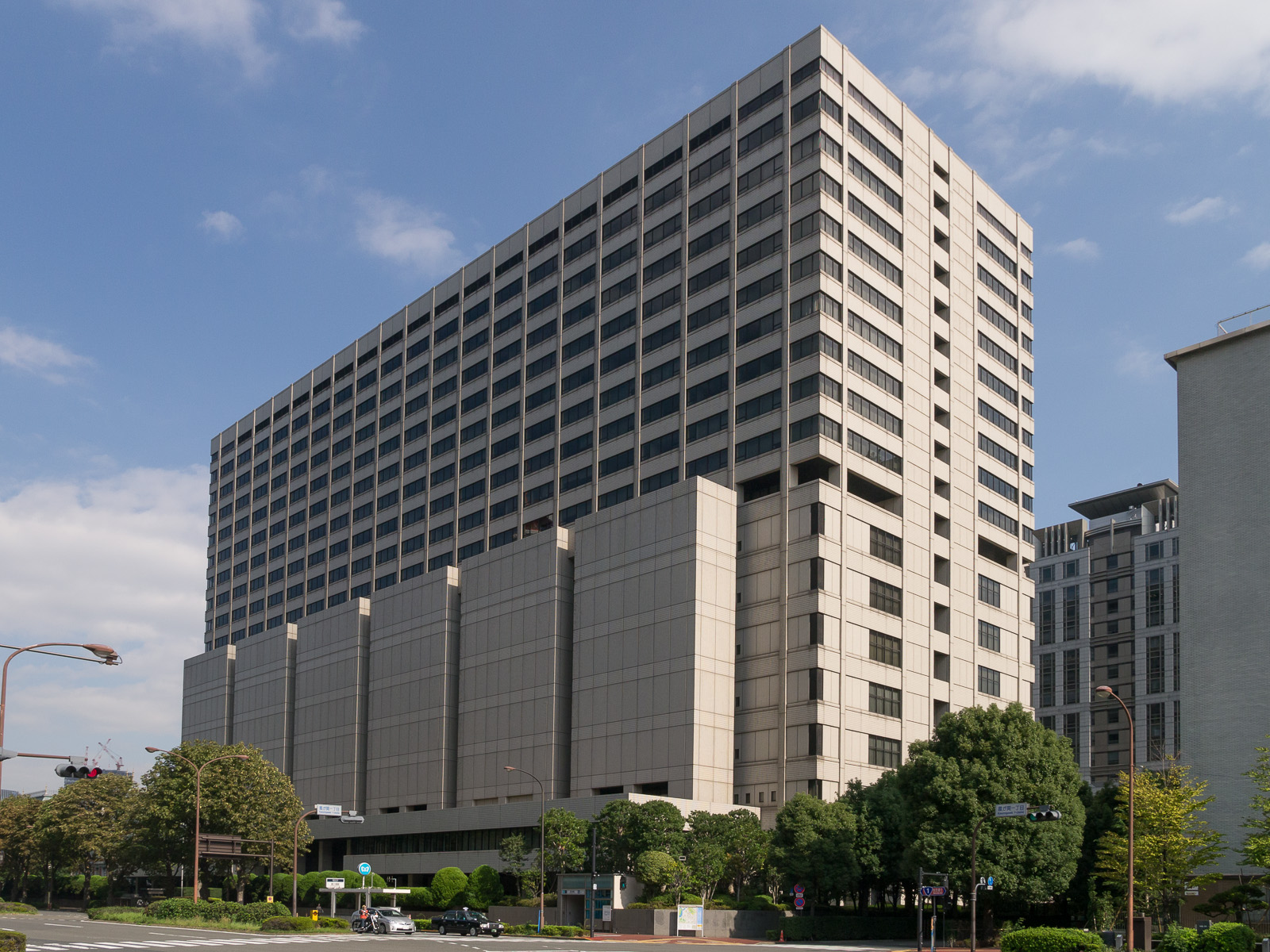

يضمن النظام القضائي الياباني بحسب دستور اليابان الذي وضع بعد الحرب العالمية الثانية على أن «جميع القضاة يجب أن يكونوا مستقلين في أفعالهم وأحكامهم وأن يعتمدوا على الدستور والقوانين فقط»، ولا يمكن إزالتهم من مناصبهم «إلا إذا تم توضيح عدم أهليتهم عقلياً أو فيزيائيا للقيام بأعمالهم» كما أنه لا يمكن إنزال العقوبات بهم من قبل السلطة التنفيذية. من الممكن فقط إزالة قاضي المحكمة العليا بأغلبية الاستفتاء الذي يجري بعد الانتخابات العامة بعد تعيين القاضي.

## محاكم
يقسم نظام المحاكم في اليابان إلى أربع أنواع محاكم:

### محاكم بسيطة
يوجد 438 محكمة بسيطة (簡易裁判所) موزعة في أنحاء اليابان تنظر في القضايا المدنية التي من الممكن حلها عن طريق النقاش، أو القضايا التي تتعلق بأمور تقل قيمتها عن 300 ألف ين، عادة يقوم على كل منها قاضي واحد.

### محاكم عائلية
يوجد 50 محكمة عائلية (家庭裁判所) (بالإضافة إلى 203 فرع و 77 مكتب) تتعامل مع قضايا الطلاق ورعاية الأطفال والوراثة. عادة يقوم على المحكمة العائلية قاضي واحد، إلا أنه في القضايا الصعبة قد ينضم ثلاث قضاة للنظر في القضية.

### محاكم محلية
يوجد 50 محكمة محلية (地方裁判所) (بالإضافة إلى 203 فرع) تتوزع كل منها في محافظة عدا هوكايدو التي تضم 4. تنظر عادة المحاكم المحلية في الجنايات والقضايا المدنية التي تتدعى قيمتها 1400,000 ين، بالإضافة إلى معالجة قضايا الإفلاس. عادة يقوم على المحكمة العائلية قاضي واحد، إلا أنه في القضايا الصعبة قد يتشكل مجلس قضاة للنظر في القضية.

### محاكم عليا
يوجد 8 محاكم عليا (高等裁判所) (بالإضافة إلى 6 فروع وفرع للنظر في قضايا حقوق الملكية الفكرية) تتوزع في سابورو، سنداي، طوكيو، ناغويا، أوساكا، هيروشيما، تاكاماتسو وفوكوكا تخدم كل منها المنطقة المحيطة بها. عادة ما ينظر في القضايا مجلس من ثلاثة قضاة أو قد يزيد العدد إلى خمسة قضاة للحالات الصعبة. 

### محكمة دستورية عليا
يوجد محكمة دستورية عليا واحدة (最高裁判所) تقع بجانب مبنى البرلمان الياباني في طوكيو. يعين قضاء المحكمة الدستورية العليا من قبل مجلس وزراء وموافقة الإمبراطور (موافقة الإمبراطور هي موافقة رمزية). تعرض على هذه المحكمة القضايا المتعلقة بالأخطاء في تطبيق الدستور، أو أخطاء تفسير القوانين من قبل المحاكم العليا أو المحاكم المحلية.